# Antonio Escobedo
Antonio Escobedo är en ort i Mexiko.   Den ligger i kommunen San Juanito de Escobedo och delstaten Jalisco, i den centrala delen av landet, 500 km väster om huvudstaden Mexico City. Antonio Escobedo ligger 1 360 meter över havet och antalet invånare är 5 269.
Terrängen runt Antonio Escobedo är kuperad norrut, men söderut är den platt. Runt Antonio Escobedo är det ganska glesbefolkat, med 42 invånare per kvadratkilometer. Närmaste större samhälle är Ahualulco de Mercado, 11,8 km söder om Antonio Escobedo. Omgivningarna runt Antonio Escobedo är en mosaik av jordbruksmark och naturlig växtlighet.